# Allacta robusta
Allacta robusta es una especie de cucaracha del género Allacta, familia Ectobiidae. Fue descrita científicamente por Bey-Bienko en 1969.

## Distribución
Esta especie se encuentra en China.